# 鄭芝龍

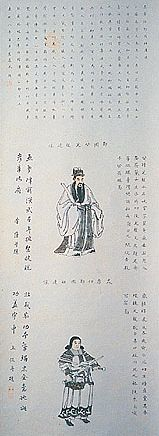
鄭芝龍

鄭 芝龍（てい しりゅう、チェン・チーロン、拼音：Zheng Zhī-lóng、Nicholas Iquan、万暦32年3月18日〈1604年4月16日〉- 順治18年10月3日〈1661年11月24日〉）は、中国明朝末期に中国南部および日本などで活躍した貿易商、海賊、官員である。字は飛黄、飛虹。
彼は閩南語、南京官話、日本語、オランダ語、スペイン語、ポルトガル語を話し、剣道を得意とし、スパニッシュ・ギターも弾けたという。
弟に鄭芝虎、鄭芝豹、鄭鴻逵（鄭芝鳳）、従弟に鄭芝莞（鄭芝鶴）。子に鄭成功（国姓爺）と田川七左衛門の2人の息子がいる。

## 経歴・人物

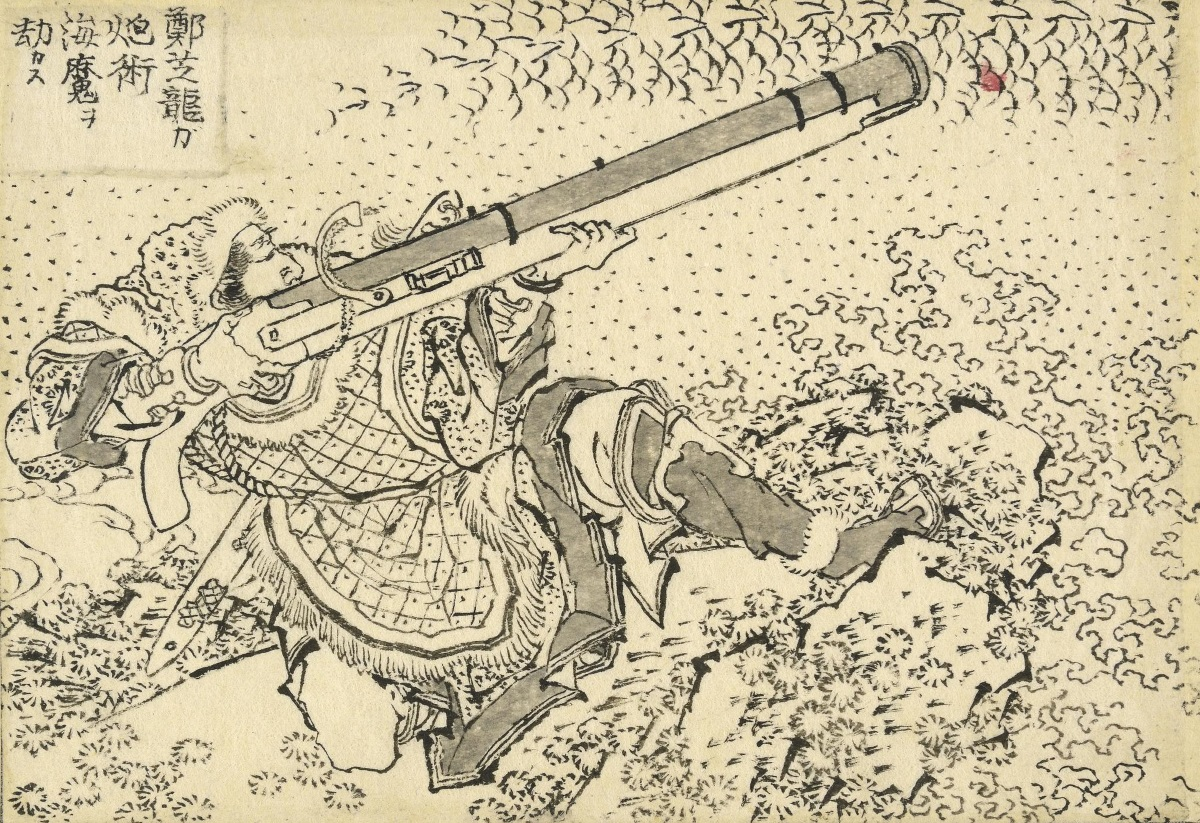
葛飾北斎『鄭芝龍ガ砲術海魔ヲ劫カス』

1604年、福建省南安市に生まれる。18歳の時に父が死亡し、母方の叔父を頼りマカオに赴き、黄程の元で経済学を学ぶ。この頃カトリックの洗礼を受け、Nicholas という洗礼名を授けられる。西洋の文献には、Nicholas Iquan（ニコラス・一官）と記されている。
1621年には、台湾や東南アジアと朱印船貿易を行っていた中国系商人の李旦、または、顔思斉の傘下に加わる。日本の肥前国松浦郡平戸島に住むうち、平戸藩士田川七左衛門の娘であるマツと結婚。息子の鄭成功が生まれている。なお、漢籍資料には福建省華僑である翁翊皇の養女とするものもあるが、日本側の資料で否定されている。鄭成功は後に台湾に渡り、台湾独自の政権である鄭氏政権の祖となり台湾開発の基礎を築いたことから、今日では台湾人の精神的支柱「開発始祖」「民族の英雄」として社会的に極めて高い地位を占めている。
1624年には活動拠点を日本から台湾笨港（現：北港付近）に移した。1625年、リーダーである李旦か顔思斉の死亡により、彼の船団を受け継ぐ。船団は千隻もの船を保有して武装化も進めるなど海賊としての側面も有していた。台湾南部にオランダ人の入植がはじまると（en:Dutch pacification campaign on Formosa）、妻子を連れて中国大陸へと渡る。当時、福建省周辺でもっとも強い勢力をもった武装商団となる。
1628年、福建遊撃に任命され、李魁奇、鐘斌、劉香などのかつての仲間たちを征伐する。福建省に旱魃が襲うと、移民をひきつれて台湾へと向かい、豊富な資金援助を持って、開拓を進めた。
当時、台湾南部はオランダ東インド会社が統治しており、オランダとの国際貿易で巨万の富を築いた。芝龍はオランダ東インド会社と中国との通訳をしていた経験から、商船がいつ出港しどこを通るかを知ることができたため、最適なタイミングで襲撃することができ、17世紀の中国において最も成功した海賊のひとりとなった。
1644年には亡命政権である南明の福王から南安伯に封じられ、福建省全域の清朝に対する軍責を負う。
1646年には黄道周との対立などで南明政権から離れる。この時、意見の違いから子の成功らとも別れ、清朝に降伏する。成功は父の勢力を引き継いで台湾に拠り、明の復興運動を行い清に抵抗したため、芝龍は成功の懐柔を命じられた。成功がこれに応じなかったため、芝龍を寧古塔（ニングタ）へ流罪することが議論されたが実施されず、謀反の罪を問われて1661年に北京で処刑された。なお、寧古塔で処刑されたとする説もあるが、岡本さえの論文でその説は否定されている。享年58。

## 小説
- 長谷川伸『国姓爺』徳間書店〈徳間文庫〉、1989年。
- 陳舜臣『風よ雲よ』中央公論社〈中公文庫〉、1973年。
- 白石一郎『怒濤のごとく』朝日新聞社〈中公文庫〉、1998年。